# Laharpur
Laharpur es una ciudad en el distrito de Sitapur, en el estado de la India de Uttar Pradesh.

## Geografía
- Altitud: 132 metros.
- Latitud: 27º 43' N
- Longitud: 080º 54' E

## Demografía
Según el censo de 2011, la población de Laharpur era de 61990 habitantes, de los cuales 31878 eran hombres y 30112 eran mujeres. Laharpur tiene una tasa media de alfabetización del 60,49%, inferior a la media estatal del 67,68%: la alfabetización masculina es del 64,89%, y la alfabetización femenina del 55,83%.